# 生米南车辆综合基地
生米南车辆综合基地（又称：生米南综合基地、生米南车辆段和综合基地、生米南车辆段），位于南昌市红谷滩区生米镇是南昌轨道交通2号线二期西端南延线的一个车辆段。车站和2号线二期南延一同在2017年启用。
原计划占地768.6亩，后缩减规模改为约610亩。
基地设有洗车棚及控制室，危险品库，不落轮镟库，运用库（运转综合楼），运营大楼，地铁公安消防指挥中心，大架修厂房，消防水泵房，牵引降压混合变电所，蓄电池间及污水处理站，综合维修楼，调机及工程车库，物资总库，检修库和两个门卫入口。

## 结构
基地位于规划潼溪大道以南，规划的国体大道以西，规划的学府南大道以东，南昌西环铁路以北；根据《南昌市红谷滩新区九龙湖地下综合管沟工程环境影响评价第二次公告（简本）》本基地将承当2号线全线配属车辆的停放、列检、双周检、三月检、临修、定修、架修、大修、工作及事故列车的救援工作，另外将承当线网中1、3号线车辆大架修任务，且预留4、5号线车辆大架修条件。而根据《南昌市九龙湖片区（生米大道以南地区）控制性详细规划》该基地还将将设一条联络线到南昌西环铁路。

## 历史
- 2013年1月30日公布的2号线延长线选线方案终点站是生米南，并无本基地规划[21]。
- 2013年11月5日《南昌市红谷滩新区九龙湖地下综合管沟工程环境影响评价第一次公示》首次提出本建设本基地，名为“生米南综合基地”[22][23][24]
- 2013年12月3日《南昌市红谷滩新区九龙湖地下综合管沟工程环境影响评价第二次公告（简本）》基地名为“生米南车辆段和综合基地”[25]
- 2014年8月19日包括基地在内的建筑安装工程保险开始招标[26][27]。
- 2014年11月19日开始施工监理[28]和工程项目招标[29]。
- 2014年11月21日工程项目和施工监理项目招标都已获批准建设，即将开建[30][31]。
- 2015年4月开始建设。[32]
- 2017年3月列车进驻。[33][34]
- 2017年4月20日实现三权移交。[35]
- 2017年3月29日的公示显示，本综合基地预留5条线路的大架修的定位改为满足部分线路，减少用地范围[36]。